# Autoroute de Liaison Seine-Sarthe
Autoroute de Liaison Seine-Sarthe (ALIS) is de private wegbeheerder van de Franse autosnelweg A28 tussen Rouen en Alençon. ALIS is onder andere eigendom van het concern Bouygues, investeringsbank IXIS CIB en de Noord-Franse tolwegexploitant Sanef.
In 2001 heeft ALIS een concessie gekregen voor de aanleg van een autosnelweg tussen Rouen en Alençon en daarna het beheer van deze weg voor een periode van 62 jaar. De A28 Rouen-Alençon is 124,6 kilometer lang. Op 21 oktober 2005 werd de weg officieel geopend door minister-president Dominique de Villepin. De huidige aandeelhouders (stand juni 2020) zijn: PGGM 33,17% Sanef 11,67%, Sapn 8%, Aberdeen Asset Management 13,16%, Egis 8%, Vauban 26%.